# Муффакхам Джах
Полковник Муффакхам Джах Наваб Валашан Сахебзада Мир Карамат Али Хан Сиддики Баяфенди Бахадур, также известен как Муффакхам Джах (род. 27 февраля 1939) — хайдарабадский принц, второй сын принца Азама Джаха из династии Низамов Хайдарабада, и османской принцессы Дюррюшехвар-султан.

## Биография
Родился 27 февраля 1939 года в Ницце (Франция). Второй и младший сын принца Азама Джаха (1907—1970) из династии Низамов Хайдарабада, и османской принцессы Дюррюшехвар-султан (1914—2006), дочери последнего халифа из династии Османов, Абдул-Меджида II. Старший брат — Мукаррам Джах (1933—2023), титулярный низам Хайдарабада в 1967—2023 гг.
Принц Муффакхам Джах получил образование в школе Хэрроу и Баллиол-колледже.
В 1964 году принц Муффакхам Джах женился на османской принцессе Эсин Бегум Сахибе (род. 1934), старшей дочери турецкого политического деятеля и медиа-магната Али Ризы Инджаалемдароглу (1905—1977), и его первой жены, Сахибе-ханым, дочери Али Барха. У супругов есть двое сыновей:
- Принц Рафат Джах, Наваб Мир Рафат Али Хан (род. 30 ноября 1965)
- Принц Фархат Джах, Наваб Мир Фархат Али Хан (род. 12 февраля 1971)

Муффакхам Джах проживает в Лондоне.
В его честь был назван инженерный колледж Муффакхам-Джах-колледж техники и технологии.